# Ремнику
Ре́мнику (эст. Remniku) — деревня в волости Алутагузе уезда Ида-Вирумаа, Эстония.
До административной реформы местных самоуправлений Эстонии 2017 года входила в состав волости Алайыэ.

## География
Расположена на северном побережье Чудского озера в устье ручья Ремнику в южной части Ида-Вирумаа в 11 км к востоку от деревни Алайыэ.

## Население
По данным переписи населения 2011 года в деревне насчитывалось 44 жителя, из них 8 (18,2 %) — эстонцы.
Динамика численности населения деревни Ремнику:
| Год     | 2000 | 2011 | 2019 |
| ------- | ---- | ---- | ---- |
| Человек | 50   | ↘ 44 | ↗ 84 |

## История
На военно-топографических картах Российской империи (1846–1863 годы), в состав которой входила Эстляндская губерния, деревня обозначена как Ремникъ.
Вокруг деревни множество дачных комплексов и домов отдыха, построенных промышленными предприятиями и шахтами Кохтла-Ярве в советское время.
В 1990–1994 годах в деревне работал центр подготовки пограничников.